# 诺里尔斯克柴油泄漏事故
诺里尔斯克柴油泄漏事故（Norilsk oil spill）是2020年5月在俄罗斯克拉斯诺亚尔斯克边疆区诺里尔斯克市附近发生的一场柴油储罐泄露的联邦紧急情况——工业事故、生态灾难。2020年5月29日，诺里尼克公司所属的诺里尔斯克-泰梅尔能源公司第三燃煤热电厂的第5号柴油储罐发生腐蝕性故障，该储罐在幾年前就應該更新內部塗層，导致21000立方米柴油泄漏至当地的河流 。6月初，俄罗斯总统普京宣布国家进入紧急状态 。  这场事故是现代俄罗斯历史上的第二大漏油事件。 